# Smit (familie)
Smit is de naam van een familie van reders, scheepsbouwers en industriëlen. De familie omvat oprichters van tal van industriële bedrijven die soms tot op de dag van heden voortbestaan, en heeft haar wortels in Alblasserdam. De meeste leden van deze familie waren ook daar of in de directe omgeving (Slikkerveer, Nieuw-Lekkerland, Zwijndrecht, enz.) woonachtig.

## De belangrijkste leden

### Eerste generatie
- De grondlegger van de familie en oudst bekende telg was Jacques Luijdertsz., een hugenoot die uit het buitenland kwam en zich als smid in Alblasserdam vestigde.[1] Hij overleed in die plaats in 1695.

### Tweede generatie
Van Jacques' kinderen zijn van belang:
- Goris Jacquesz. Smit (Alblasserdam, 2 augustus 1654 - aldaar, 20 oktober 1730) was eveneens smid.
- Jan Jacques Smit (Alblasserdam, 25 juni 1662 - aldaar, 21 oktober 1740) werd echter timmerman en scheepsbouwer. Hij bezat twee werven voor houten schepen: één in Alblasserdam en één in Kinderdijk.

### Derde generatie
Van Jan Jacques' kinderen zijn van belang:
- Cornelis Jansz. Smit (Alblasserdam, 13 februari 1709 - aldaar, 15 december 1783), die timmerman en scheepsbouwer was.
- Fop Jansz. Smit (Alblasserdam, 2 december 1705 - aldaar, 6 augustus 1791), die eigenaar was van een scheepswerf te Kinderdijk. Van zijn kinderen kan worden genoemd:

### Vierde generatie
Van Fops kinderen is van belang:
- Jan Foppe Smit (Alblasserdam, 25 november 1742 - aldaar, 8 september 1807), eigenaar van een scheepswerf te Kinderdijk. Van zijn kinderen kunnen worden genoemd:

### Vijfde generatie
Van Jan Foppes kinderen zijn van belang:
- Cornelis Smit (Alblasserdam, 18 april 1784 - aldaar, 12 juni 1858) richtte in 1812 de "Oude Werf" te Alblasserdam op.
- Fop Smit (Alblasserdam, 11 oktober 1777 - Nieuw-Lekkerland, 25 augustus 1866) was scheepsbouwer en reder. Hij was ook de oprichter van een sleepdienst die later zou opgaan in Smit Internationale.[1] Ook was hij ambachtsheer van Nieuw-Lekkerland.
- Jan Smit (Alblasserdam, 22 juli 1779 - Nieuw-Lekkerland, 1 februari 1869) scheepsbouwer

### Zesde generatie
Van Cornelis Smits kinderen kan worden genoemd:
- Jan Smit (Alblasserdam, 21 januari 1825 - aldaar, 19 februari 1908) was eigenaar van de "Oude Werf".

Van Fop Smits kinderen kunnen worden genoemd:
- Jan Smit (Nieuw-Lekkerland, 13 maart 1811 - Kralingen, 6 februari 1875) was de oprichter van de Scheepswerf "Jan Smit" te Slikkerveer en gehuwd met Johanna Pot, telg uit een andere familie van scheepsbouwers.
- Leendert Smit (Nieuw-Lekkerland, 11 februari 1813 - Kinderdijk, 9 december 1893). Hij trouwde met Neeltje Smit, telg uit de eigen familie, nam de werf van zijn vader over en noemde deze: Leen Smit & Zn..

Van Jan Smits kinderen kunnen worden genoemd:
- Jan Smit (Alblasserdam, 30 januari 1824 - Nieuw-Lekkerland, 13 september 1911) en
- Kornelis (Kees) Smit (Alblasserdam, 3 februari 1826 - Krimpen aan de Lek, 31 augustus 1910), scheepsbouwers en oprichters van de werf J. & K. Smit te Kinderdijk.[1]

### Zevende generatie
Van Jan Cornelisz. Smits kinderen kunnen worden genoemd:
- Cornelis Smit (Alblasserdam, 1 juni 1854 - aldaar, 26 april 1926) was eigenaar van de "Oude Werf".
- Jan Ullrich Smit (Alblasserdam, 28 juli 1863 - aldaar, 7 januari 1928) was stichter van "Werf de Noord", mede-oprichter van het Alblasserdamse drinkwaterbedrijf en stichter van de acetyleen- en zuurstoffabriek "De Alblas".

Van Jan Fopz. Smits kinderen kunnen worden genoemd:
- Johannes Smit (Slikkerveer, 1839 - Loosduinen, 27 januari 1921), begon op de werf "Jan Smit" een breeuwwerkfabriek, die zich later tot een klinknagel- en schroefboutenfabriek ontwikkelde.
- Arie Smit (Slikkerveer, 1 mei 1845 - Den Haag, 10 mei 1935), was de oprichter van de scheepswerf Koninklijke Maatschappij de Schelde te Vlissingen. Hij trouwde met Antje Pot, dochter van Adriaan Pot en Cornelia Smit, uit de eigen familie.

### Achtste generatie
Van Cornelis' kinderen kan worden genoemd:
- Jan Smit (Alblasserdam, 6 september 1882 - 7 oktober 1948) was eigenaar van de "Oude Werf". Na zijn dood, in 1950, werd deze werf verkocht aan Cornelis Verolme, die hem omdoopte in: "Verolme Scheepswerf Alblasserdam".

Van Johannes Smits kinderen kan worden genoemd:
- Willem Benjamin Smit (Slikkerveer, 9 november 1860 - aldaar, 20 augustus 1950) was de grondlegger van de elektrotechnische industrieën Smit Slikkerveer, EMF Dordt en Smit Nijmegen

Van Jan Ullrichs kinderen kan worden genoemd:
- Johann Christiaan Smit (Alblasserdam, 26 oktober 1892 - aldaar, 20 mei 1975), eigenaar van Werf de Noord. Hij trouwde met Petronella van der Giessen uit een andere scheepsbouwersfamilie.
- Cornelis Fop Smit (Alblasserdam, 6 oktober 1902 - aldaar, 22 januari 1945), directeur van acetyleen- en zuurstoffabriek "De Alblas".

### Negende generatie
Van Johann Christiaans kinderen kan worden genoemd:
- Jan Ullrich Smit (Alblasserdam, 4 juni 1918 - aldaar, 4 februari 1986), tot 1962 eigenaar van scheepswerf "de Noord", en daarna, samen met zijn neef Piet Jan van der Giessen, eigenaar van de scheepswerf "Van der Giessen de Noord".

### Tiende generatie
Van Jan Ullrichs kinderen kan worden genoemd:
- Johan Christiaan Cornelis Smit (Alblasserdam, 23 mei 1942), directeur van de Marinewerf "Van der Giessen de Noord".